# Хасан-паша
Хасан-паша  (груз. ჰასან ფაშა; ум. 1723) — османский паша грузинского происхождения, правитель Багдадского пашалыка (1704—1723) из мамлюкской династии.

## Предыстория
В 1638 году Мурад IV  взял Багдад и установил контроль над междуречьем Тигра и Ефрата. В XVII веке конфликты с Персией ослабили силы Османской империи в Ираке. Ослабление центральной власти в Ираке привело к усилению племенной знати и вылилось в обострение вражды между суннитами и шиитами. Положение ухудшилось после вторжения племен бедуинов из Аравии. Бедуинские налёты на Ирак сильно разрушали экономику провинции. Курды под предводительством династия Бабан подняли восстание и  начала вооружённые действия против османских войск, вскоре они овладели всем Иракским Курдистаном. Между 1625 и 1668 годами и с 1694 по 1701 год местные шейхи из рода Сиябов правили Басрой как независимые правители и игнорировали власть османского паши в Багдаде.
До конца XVII века весь Южный Ирак был охвачен непрерывными восстаниями крупных бедуинских племён мунтафик, и зубайд, пытавшихся захватить власть в эйалете Басра. Османская армия под предводительством багдадского паши в 1701 году взяла Басру и усмирила юг Ирака.
Османская империя проиграла в Польско-турецкой войне 1683—1699 годов и утратила значительные территории в Европе и налоговые поступления с них.  Также оставалась угроза военного вторжения со стороны Сефевидов. В этих неблагоприятных условиях османские власти оказались вынуждены уступить настоятельным просьбам Хасан-паши об объединении под его началом вилайеты Багдадский, Мосульский и Шахризорский.

## Биография
Хасан-паша был мамлюком грузинского происхождения. Он был женат на дочери фаворита[кто конкретно?] султана Мухаммеда IV. Проявил себя в войне 1683—1699 годов, был награждён по окончании войны тремя бунчуками. Хасан-паша получил сначала пост вали Карамании, но вскоре же был назначен пашей Багдада. В 1702 году прибыл в Ирак, усмирил янычар и местные арабские племена, в 1704 году установил контроль над всем междуречьем Тигра и Ефрата. В 1715 году ему удалось добиться назначения своего сына на пост губернатора пашалыка Басра. После присоединения южного Ирака Хасан-паша стал одним из самых могущественным губернаторов Османской империи.
Хасан-паша создал собственный административный аппарат, включавший ведомство внутренних дел, казначейство и канцелярию. По его приказу была открыта специальная школа, в которой обучались мальчики-невольники — главным образом из числа грузин и «черкесов». Эти реформы укрепили власть губернатора и позволили улучшить обороноспособность провинции. В войне с Персией 1723—1727 годов иракская армия почти самостоятельно вела военные действия. Хасан-паша умер в 1723 году, ему наследовал его сын Ахмад-паша продолжавший политику своего отца.